# Chadrac
Chadrac là một xã thuộc tỉnh Haute-Loire, nằm ở phía nam miền trung nước Pháp. Xã Chadrac nằm ở khu vực có độ cao trung bình 614 mét trên mực nước biển.